# Giovanni Maria Capelli
Pour les articles homonymes, voir Capelli.
Giovanni Maria Capelli est un compositeur italien classique né à Parme le 7 décembre 1648 et mort à Parme le 16 octobre 1726.

## Œuvre[1]
- L’amore Politico E Generoso Della Regina Ermengarda, représenté à Mantoue au printemps 1713 – en collaboration avec Francesco Gasparini – avec des intermezzi de Pietro Paolo Pezzoni
- Climene, représenté en 1700 à Rovigo (entre Ferrare et Padoue)
- Il Domicio, représenté à Soragna (près de Parme) en 1703
- L’eudamia, favola pastorale – livret de Vincenzo Piazza – représenté à Colorno en 1716, reprise au teatro Ducale de Parme en 1718
- I Fratelli Riconosciuti, Les Frères retrouvés – livret de Carlo Innocenzo Frugoni – représenté au Teatro Ducale de Parme en 1726 – avec les castrats Carlo Broschi dit Farinelli dans le rôle de Nicomède, et Carestini dans celui d’Attalo
- Giulio Flavio Crispo, livret de Benedetto Pasqualigi – représenté à Venise en 1722
- Il Giustino, représenté à Soragna (près de Parme) en 1705
- La Griselda, représenté à Rovigo (entre Ferrare et Padoue) en 1710
- La Gundeberga, représenté à Soragna (près de Parme) en 1706
- Mitridate Re Di Ponto, Vincitor Di Se Stesso', drame en trois actes – livret de Benedetto Pasqualigi – représenté Teatro S. Giovanni Grisostomo de Venise en 1723
- Neroncino, représenté à Soragna (près de Parme) en 1704
- Nino, livret d’ippolito Zanelli – représenté en mai 1720 au Teatro Pubblico de Reggio d'Émilie – décors de Pietro Righini – avec Faustina Bordoni dans le rôle de Zemira – en collaboration avec Francesco Gasparini et Antonio Maria Bononcini (acte I de Capelli) – reprise au Teatro Rangoni de Modène
- I Rivali Generosi, livret d’Apostolo Zeno – représenté en avril 1710 à Reggio d'Émilie – en collaboration avec Clemente Monari et Francesco Antonio Mamiliano Pistocchi
- Rosalinda / Erginia Mascherata, représenté à Venise en 1692 – reprise à Rovigo (entre Ferrare et Padoue) en 1717 sous le titre d’Erginia Mascherata
- Il Venceslao, livret d’Apostolo Zeno – représenté au Teatro Ducale de Parme au printemps 1724, dans des décors de Pietro Righini – avec Faustina Bordoni dans le rôle de Lucinda